# Árbol de Hipócrates
El Árbol de Hipócrates es un plátano de sombra situado en la isla griega de Cos. Según la tradición es descendiente directo del árbol bajo el cual Hipócrates (considerado el padre de la medicina) enseñaba a sus alumnos el arte de la medicina hace 2.400 años. Siglos después de aquello, se dice que el apóstol Pablo de Tarso también reunía a sus discípulos a su sombra. El árbol que podemos encontrar hoy en Cos es un gran plátano oriental (Platanus orientalis), con un diámetro de copa de unos 12 metros. Se considera que es el plátano de sombra más grande de Europa.
El Árbol de Hipócrates se encuentra en Platía Platanou (Plaza del Plátano), frente al Castillo de los Caballeros y al lado de la Mezquita de Gazi Hassan (construida en 1776) en el centro de la ciudad de Cos, capital de la isla homónima. Esta pequeña ciudad es también sede del Instituto Internacional Hipocrático y el Museo Hipocrático, dedicado a él. Cerca del Instituto se encuentran las ruinas del Asclepeion, un edificio consagrado al dios de la medicina Asclepio.
El árbol actual se estima que tiene unos 500 años de edad, estimación difícil de verificar porque tiene su interior hueco. Alrededor del plátano había en tiempos unas columnas que ayudaban a soportar el peso de sus gruesas ramas, pero los terremotos acabaron con esta sujeción, que en la actualidad lo suple una estructura metálica.